# Félix de Vial

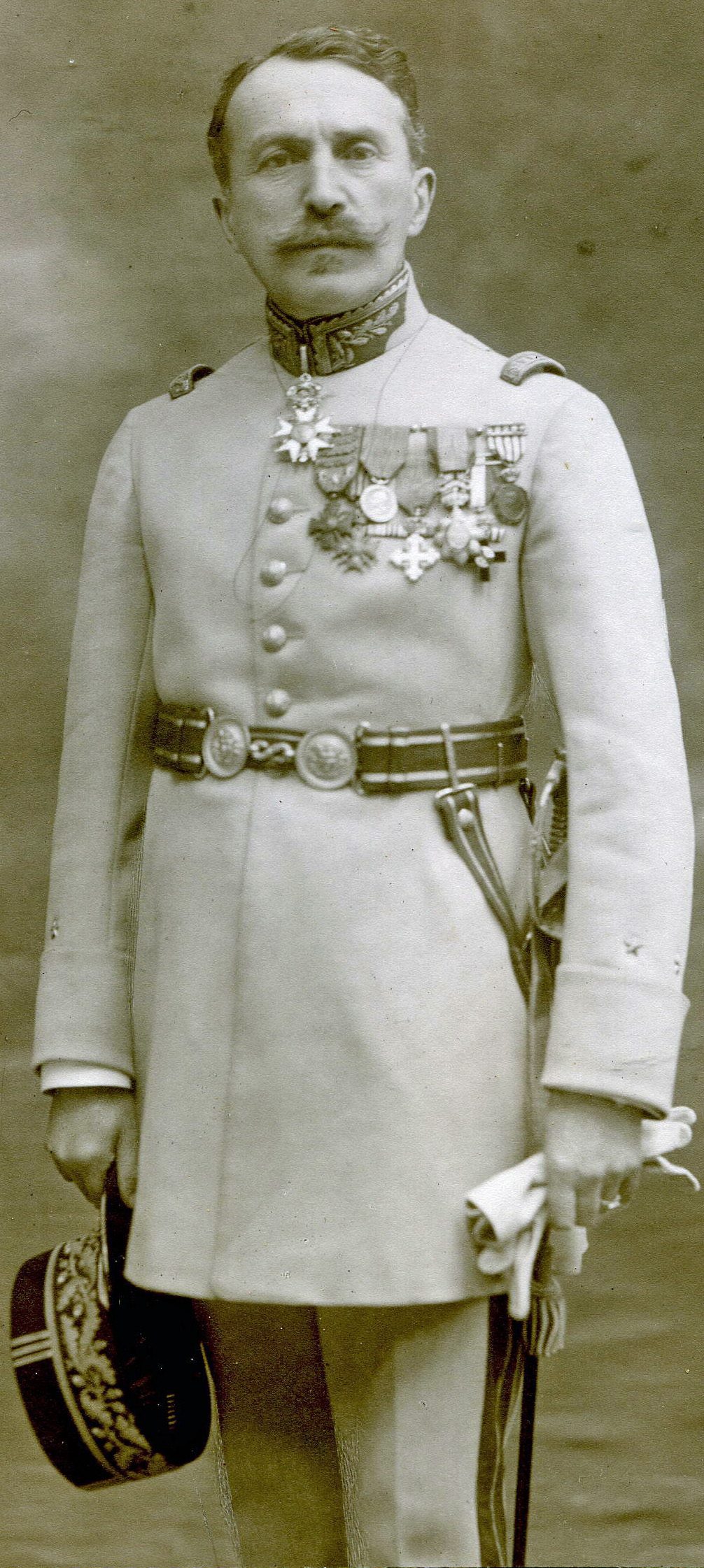
Félix de Vial in Uniform

Félix de Vial (* 3. März 1864 in Nantes; † 28. März 1949 in Château du Grais Département Orne) war ein französischer Général de brigade, der sich besonders im Ersten Weltkrieg auszeichnete.

## Leben
Félix de Vial besuchte das Collège Saint-Joseph de Tivoli in Bordeaux und Saint-Thomas-College in Canterbury. Seine militärische Ausbildung erhielt er an der Militärschule Saint-Cyr im Studienjahrgang N° 71 von 1886 bis 1888 „de Châlons“.
In seinem Zivilleben war er Eigentümer des Château Lynch-Bages, im Médoc, wo er versuchte die Krise der französischen Weinwirtschaft während der Zeit der alliierten Rheinlandbesetzung aufzufangen.

### Laufbahn
- École spéciale militaire de Saint-Cyr 16. November 1886 Élève de l’École
- Légion étrangère – 2e Régiment Étranger 18. November 1888
- Sous-lieutenant, dann Lieutenant Indochine Algérie: Tiaret Laghouat
- 18e régiment d’infanterie de ligne: 9. Juli 1893: Lieutenant
- 63e régiment d’infanterie de ligne: 2. März 1898: Capitaine
- 49e régiment d’infanterie de ligne: 26. Dezember 1905: Capitaine
- 62e régiment d’infanterie de ligne: 23. September 1913: Commandant
- 65e régiment d’infanterie de ligne: 30. September 1915 bis 1917: Kommandant
- 42e brigade d’infanterie: 9. April 1917: Kommandant
- 64e division d’infanterie: 11. Dezember 1917: Kommandant
- Adjutant von Général Gouverneur Charles Mangin Oberkommandierender der französischen Besatzungsarmee am Rhein mit Sitz in Mainz.
- 21. Februar 1919: Général de brigade

## Auszeichnungen
- Médaille de la guerre du Tonkin Août 1891
- Légion d’honneur: Chevalier du 12. Juli 1904, Officier du 20. Oktober 1914, Commandeur du 31. Mai 1917, Élevé à la dignité de Grand officier de la Légion d’honneur du 30. Dezember 1931
- Croix de guerre 1914–1918 mit vier Palmen, goldenen und silbernen Sternen
- belgisches Kriegskreuz 1914–1918, Juli 1917
- Insigne des blessés militaires médaille d’or et d’argent des blessés de guerre.
- Médaille commémorative de la bataille de Verdun (Erinnerungsmedaille an die Schlacht von Verdun)
- Chevalier de l’Ordre du Dragon d’Annam 1891
- Chevalier du Mérite Militaire d’Espagne de 1ère Classe avec distinctif rouge.
- Médaille commémorative espagnole de la campagne de Cuba 1898
- Ritterorden der hl. Mauritius und Lazarus 30. April 1918
- Médaille commémorative de la Guerre d’Italie März 1918
- Médaille commémorative de la Guerre 1914–1918

Quelle: